# Doryssos
Doryssos nebo Doristhos (starořecky Δόρυσσος) byl král Sparty (pravděpodobně mytický) přibližně v polovině devátého století před Kr. (Možná 840–820 před Kr.). Pocházel z královského rodu Agiovců.
Historické události Sparty z období vlády krále Doryssa (je možné, že mytického) jsou téměř ztracené v mlhách času. V devátém století před Kr. bylo písmo v starověkém Řecku (alfabeta) ještě v kolébce, písemných záznamů se zachovalo málo a nejsou známy žádné historické záznamy týkající se krále Doryssa a jeho předchůdců.
O několik století později historik Herodotos ve své knize Historie napsal, že Doryssos pocházel z královské rodiny Agiovcov, trůn dědil po otci Leóbótovi a jeho následníkem se stal syn Agésilaos. Na tom se shodují i ostatní antičtí historici, co se ale týče délky doby jeho panování, na tom už ne. Podle Apollodora vládl 29 let. Pausanias dobu vlády Doryssa klade do období působení zákonodárce Lykurga a tvrdí, že vládl jako i jeho syn velmi krátce. O vládě a činech krále Doryssa nám antičtí historikové nezanechaly zprávy.